# Copelatus prolongatus
Copelatus prolongatus är en skalbaggsart som beskrevs av Sharp 1882. Copelatus prolongatus ingår i släktet Copelatus och familjen dykare. Inga underarter finns listade i Catalogue of Life.